# Vrsta
 Ovo je glavno značenje pojma Vrsta. Za naselje u Gradu Bihać, BiH pogledajte Vrsta (Bihać, BiH).
Vrsta (species) u biologiji označava skup međusobno genetski sličinih jedinki.
Uobičajena definicija određuje vrstu kao "grupu prirodnih populacija rasplodno izoliranih od drugih grupa". Rasplodna izoliranost znači da se jedinke tih populacija iz nekog razloga međusobno spolno ne razmnožavaju, odnosno da njihovo eventualno potomstvo nije plodno. Iz tog razloga ne postoji značajan prijenos gena iz jedne populacije u drugu, pa se populacije vremenom genetski i morfološki udaljuju. Primjerice, konj (Equus caballus) i magarica (Equus asinus) su genetski dovoljno bliski da mogu stvoriti zajedničkog potomstvo, ali to potomstvo redovito nije plodno, zbog čega se konj i magarac smatraju odvojenim vrstama.
Pored navedene definicije, postoje još dvije. Danas se često slijedi koncept "srodnog porijekla", dakle živa bića koja su nasljeđivanjem stekla toliko zajedničkih morfoloških odnosno fizioloških osobina da se na temelju toga mogu razgraničiti od svih drugih grupa živih bića. Treći koncept ograničava pojam vrste samo na jedinke koje dijele istu ekološku nišu.
Pojam vrste uveden je u stručni jezik znanstvenika još u vrijeme dok su bili uvjereni u koncept nepromjenjivosti vrsta; kako je svaku vrstu Bog stvorio odvojeno, zasebnim činom stvaranja, svaka vrsta se može principijelno i nedvosmisleno razlikovati od drugih vrsta.  Pod utjecajem evolucijske teorije kao i spoznaje o postojanju mozaičkih, prijelaznih oblika poznatih vrsta, ustaljeni naziv vrsta je zadržan. Cijena toga je da niti jedna danas uobičajena definicija, uzeta sama za sebe, ne može sve danas poznate vrste taksonomski nedvosmisleno razdvojiti.
Početkom 21. stoljeća bilo je opisano između 1,5 i 1,75 milijuna vrsta, pri čemu se polazi od pretpostavke da je to samo mali dio svih postojećih vrsta. Procjene polaze od pretpostavke da je ukupni broj vrsta na zemlji značajno veći. Ekstremne pretpostavke kreću se oko 117,7 milijuna, no najčešće se navode procjene između 13 i 20 milijuna vrsta na zemlji.   
- Carstvo ...Total .......  Ugrožene vrste ... Invazivne vrste
- Animalia 1.018.654 vrsta ... 3,984 ... 303
- Archaea 281 vrsta
- Bacteria 9.053 vrste ... 1 ... 4
- Chromista 6.543 vrsta ... 5 ... 7
- Fungi 44.478 vrsta ... 3 ... 10
- Plantae 233.367 vrsta... 3.291 ... 414
- Protozoa 6.096 vrste ...0 ... 2
- Viruses 2.083 vrste

Total 1.320.555	vrsta, 7.284 ugroženih, 740 invazivnih